# ونتی لووریسا
ونتی تونیا کرول لووریسا (زادهٔ ۱ آوریل ۱۹۹۱ میلادی) یک بازیکن زن فوتبال اهل کشور هلند است. وی در پست هافبک بازی می‌کند. لووریسا همکنون در تیم آژاکس و در لیگ برتر فوتبال زنان هلند بازی می‌کند.او پیشتر در لیگ ۱ بلژیک و برای تیم استاندارد لیژ بازی می‌کرد که در آنجا موفق به حضور در لیگ قهرمانان اروپای زنان نیز شد. وی به عنوان بازیکن جوان در مسابقات فوتبال زنان زیر ۱۹ سال اروپا ۲۰۱۰ نیز شرکت داشته‌است.او نخستین بازی ملی خود را در تیم ملی فوتبال زنان هلند در ۶ مارس ۲۰۱۵ و در برابر تیم ملی فوتبال زنان فنلاند انجام داد. و جزو بازیکنان هلند در جام جهانی فوتبال زنان ۲۰۱۵ و همچنین در جام ملت‌های اروپای زنان ۲۰۱۷ نیز با تیم هلند قهرمان شد.

## افتخارات
تیم ملی هلند
- جام ملت‌های اروپای زنان (۱): ۲۰۱۷